# Кіхну
Кіхну (ест. Kihnu) — естонський острів у Балтійському морі

## Географія

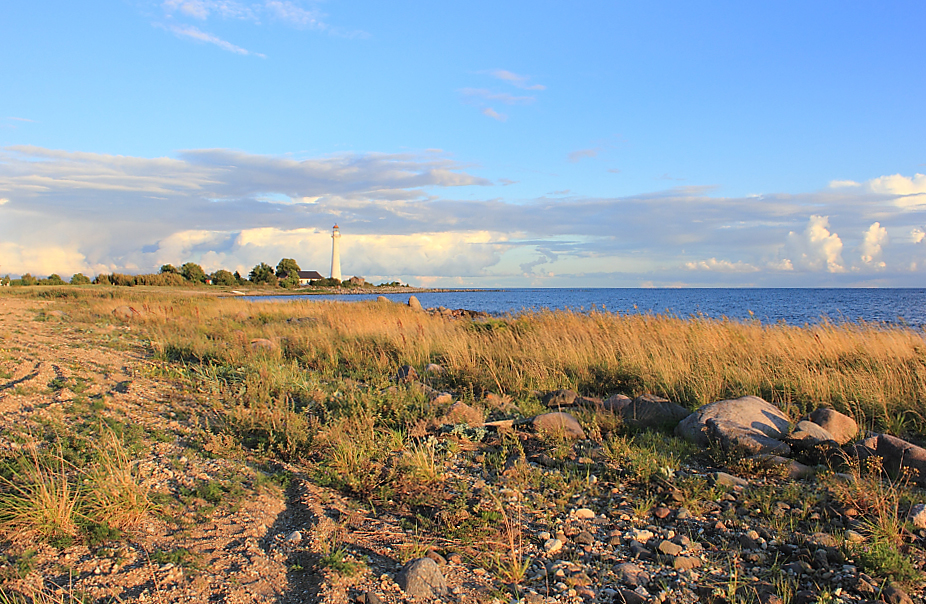
Кіхну

Площа острова 16,4 км ². Кіхно — найбільший острів в акваторії Ризької затоки та сьомий за величиною острів Естонії. Довжина острова сягає 7 км, ширина 3,3 км, висота не перевищує 9 м над рівнем моря.

## Населення
Адміністративно острів належить до Пярнумааського повіту з центром в місті Пярну та разом з прилеглими островами формує волость Кігну. Станом на 2015 рік населення острова становило 502 осіб.
На острові розташовані 4 села: Лемсі (Lemsi), Лінакюла (Linaküla), Роотсікюла (Rootsiküla), Сяере (Sääre).

## Історія
Перші поселення з'явилися на острові близько 3 тис. років тому. Перша письмова згадка про острів відноситься до 1386 року. Населення на острів переселялося переважно з островів Сааремаа та Муху, а також з території Ляенеского повіту.
У 2007 році населення острова становило близько 600 осіб (переважно естонців). На острові розташовуються чотири невеликих населених пункти: села Лемсі, Лінакюла, Роотсікюла та Сяаре.
Основні галузі господарства: рибне господарство та харчова промисловість. На острові зберігся стародавній уклад. Острів має регулярне поромне та авіаційне сполучення з містом Пярну, взимку можливий також перехід по льоду.
Всесвітня організація ЮНЕСКО 7 листопада 2003 року проголосила Кіхно важливою частиною культурної спадщини людства.